# Myteri
Ett myteri är då militärer eller poliser eller besättningar på fartyg kollektivt vägrar lyda befälhavaren eller dennes underbefälhavare. Om myteristerna övergår till kollektivt våld emot sina befäl benämns detta uppror.
I svensk nutida lagstiftning anses myteri och uppror som högmålsbrott. Det är särskilt stadgat om nödvärn vid myteri eller uppror, då befälhavaren och befälhavarens biträden får använda det våld som krävs för att häva myteriet eller upproret (enligt 24:3§ BrB). I andra sammanhang skall våldet vara försvarligt. Tidigare lagstiftning stadgade att ståndrättsförfarande kunde användas vid myteri eller uppror vid enheter som var kringrända av fienden och i liknande utomordentliga situationer som bara uppkommer i krig. Ståndrätten fick bara avkunna domen skyldig eller icke skyldig, på stående fot, framför fronten på de andra församlade militärerna och vid domen skyldig skulle myteristerna eller upprorsmännen omedelbart avrättas genom skjutning. Flera sådana exempel finns från det andra världskrigets arméer. Under första världskriget genomfördes sådana sparsamt och ofta efter överprövning i civila rättsinstanser (i tyska försvarsmakten) eller diskret (i franska och brittiska försvarsmakterna).